# Netty
Netty è un framework client-server per lo sviluppo di applicazioni Java per le comunicazioni telematiche, come server e client di protocollo. Questo framework è asincrono ed orientato ad eventi è usato per semplificare i server dei socket Transmission Control Protocol e User Datagram Protocol. Netty include una implementazione del reactor pattern. È stato inizialmente sviluppato all'interno di JBoss, adesso viene sviluppato e mantenuto dalla Netty Project Community.

## Caratteristiche
Oltre ad essere un framework asincrono per applicazioni di rete, netty ha anche le seguenti caratteristiche:
- supporto per il protocollo Hypertext Transfer Protocol;
- la possibilità di essere eseguito all'interno di un Servlet container;
- supporto per i WebSocket;
- integrazione coi Google Protocol Buffer;
- supporto ad SSL e Transport Layer Security;
- supporto a SPDY.

Netty è stato sviluppato da prima del 2004.
Dalla versione 4.0.0, c'è il supporto a NIO.2 come back end, oltre a NIO ed ai socket Java bloccanti.

## Software che usano Netty
Tra i più famosi software che usano Netty troviamo:
- Infinispan, una base dati non relazionale, in particolare un datastore chiave-valore;
- HornetQ, un sistema di messaggistica asincrono e multi-procolollo;
- Vert.x, un framework per applicazioni web, per cellulari ed enterprise;
- Apache Cassandra
- Elasticsearch, un server per motori di ricerca basato su Lucene.